# Piula pitgroga
La piula pitgroga (Anthus chloris) és un ocell de la família dels motacíl·lids (Motacillidae).

## Hàbitat i distribució
Habita zones amb herba a les terres altes de l'est de Sud-àfrica.